# Rámová (Praha)
Rámová ulice na Starém Městě v Praze spojuje ulice Dlouhá s Haštalská. Nazvána je podle domu U Modrého rámce na čísle 4. Druhá možnost je název podle rámů, které používali zdejší soukeníci, podle nich je nazvána ulice Soukenická navazující na Dlouhou ulici na východě. Galerii Lapidárium na čísle 6 spravuje Nadace český barok, vystavuje sochy českých barokních umělců i současné umění.

## Historie a názvy
Název ulice "Rámová" se používá od poloviny 18. století. Soukenící používající rámy měli cech v Praze už v roce 1340 a Soukenická ulice je tu od 15. století.

## Budovy, firmy a instituce
- prodej ovoce a zeleniny Frutapura – Rámová 1[6]
- dům U Dvou zlatých rohů – Rámová 2, Dlouhá 21[7]
- Qubus Design Studio – Rámová 3[8]
- Dům U Modrého rámce – Rámová 4[9]
- restaurace a bar – Rámová 5[10]
- Dům U Krkavců – Rámová 6, Dlouhá 25[11]
- městský dům – Rámová 8, Haštalská 8[12]